# Suore di Santa Brigida
Le suore di Santa Brigida, dette brigidine (in inglese Sisters of St. Brigid), sono un istituto religioso femminile di diritto pontificio: i membri di questa congregazione pospongono al loro nome la sigla C.S.B.

## Storia

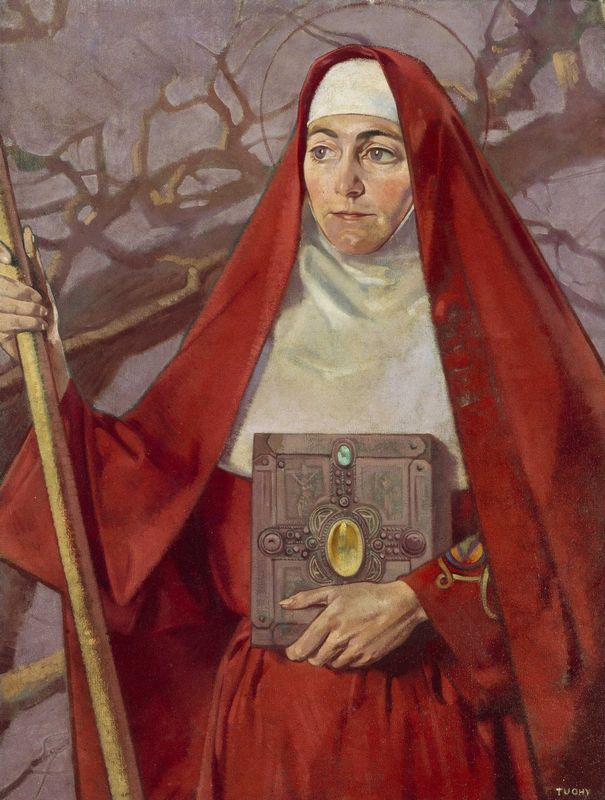
Brigida d'Irlanda, santa titolare della congregazione

La congregazione fu fondata a Tullow il 1º febbraio 1807 da Daniel Delany, vescovo di Kildare e Leighlin, per l'insegnamento del catechismo nelle scuole domenicali che il prelato aveva istituito nella sua diocesi.
Le prime sei religiose dell'istituto furono soggette alla regola di sant'Agostino e alle costituzioni redatte da san Francesco di Sales per le visitandine, poi il fondatore elaborò per la congregazione un nuovo regolamento.
L'approvazione pontificia giunse nel 1892, quando già le suore di Santa Brigida erano diffuse in Irlanda e Australia; nel 1907 la Santa Sede concesse all'istituto l'approvazione definitiva.

## Attività e diffusione
Le suore si dedicano essenzialmente alla catechesi e all'istruzione della gioventù in scuole di vario ordine e grado.
Sono presenti in Europa (Irlanda, Regno Unito), in Oceania (Australia, Nuova Zelanda, Papua Nuova Guinea), in Africa (Kenya, Zambia), negli Stati Uniti d'America e in Cina; la sede generalizia è a Ryde, nel Nuovo Galles del Sud.
Alla fine del 2008 la congregazione contava 280 religiose in 91 case.